# راکیش بینگهام
راکیش بینگهام (انگلیسی: Rakish Bingham؛ زادهٔ ۲۵ اکتبر ۱۹۹۳) بازیکن فوتبال اهل بریتانیا است.
از باشگاه‌هایی که در آن بازی کرده‌است می‌توان به باشگاه فوتبال فالکیرک، باشگاه فوتبال منزفیلد تاون، باشگاه فوتبال ویگان اتلتیک، و باشگاه فوتبال هارتل پول یونایتد اشاره کرد.